# 犬童一男
犬童一男（いんどう かずお、1933年12月1日 - 2007年3月28日）は、日本の政治学者（イギリス政治史）。神戸大学名誉教授（法学部）。
長男は日本経済新聞記者で広報室長、犬童文良。

## 略歴
熊本県生まれ。九州大学法学部卒業。東京大学大学院法学政治学研究科修了。神戸大学法学部教授・大阪経済法科大学教授を歴任。
2007年3月28日、食道癌のため死去。

## 著書
- 『ヨーロッパ政治史――民主政の形成と危機』、八千代出版、1972年
- 『危機における政治過程――大恐慌期のイギリス労働党政権』、東京大学出版会、1976年
- 『民主化過程としての社会主義』、現代の理論社、1978年
- 『西欧政治史』、放送大学教育振興会、1989年

### 共著
- 『かくして政治はよみがえった――英国議会・政治腐敗防止の軌跡』 犬童一男・高坂正堯・河合秀和・NHK取材班、日本放送出版協会、1989年
- 『影の内閣――イギリス・政権交代への備え』 NHK取材班・犬童一男、日本放送出版協会、1990年

### 編著
- 『戦後デモクラシーの成立』、犬童一男・馬場康雄・山口定・高橋進編、岩波書店、1988年
- 『戦後デモクラシーの安定』、犬童一男・馬場康雄・山口定・高橋進編、岩波書店、1989年
- 『戦後デモクラシーの変容』、犬童一男・馬場康雄・山口定・高橋進編、岩波書店、1991年

### 訳書
- リチャード・ローズ『現代イギリスの政治（1-2）』、岩波書店、1979年
- マイクル・モラン『イギリスの政治と社会』、晃洋書房、1988年